# Cubazomus
Genre
Cubazomus est un genre de schizomides de la famille des Hubbardiidae.

## Distribution
Les espèces de ce genre sont endémiques de Cuba.

## Taxonomie
Le nom valide complet (avec auteur) de ce taxon est Cubazomus Reddell and Cokendolpher, 1995.

## Liste des espèces
Selon Schizomids of the World (version 1.0) et ITIS (10 juillet 2024), ce genre comprend les trois espèces suivantes :
- Cubazomus armasi (Rowland & Reddell, 1981)
- Cubazomus montanus Teruel, 2004

et décrite depuis :
- Cubazomus sheylae Teruel, 2017

## Publication originale
- Reddell & Cokendolpher, 1995 : Catalogue, bibliography and generic revision of the order Schizomida (Arachnida). Texas Memorial Museum Speleological Monographs, n. 4, p. 1-170 (texte intégral).